# ساکیشی تویودا
ساکیشی تویودا (به ژاپنی: (豊田 佐吉) (زاده ۱۴ فوریه ۱۸۶۷ - درگذشته ۳۰ اکتبر ۱۹۳۰) کارآفرین، صنعتگر و مخترع ژاپنی بود، که مبتکر روش پنج چرا بود و از وی تحت عنوان «پادشاه مخترعان ژاپنی» یاد می‌شود.
تویودا در سال ۱۹۲۶ شرکت صنایع تویوتا را تأسیس نمود. او مخترع چندین ماشین نساجی می‌باشد. شرکت خودروسازی تویوتا، در بخش کوچکی از کارخانه ساکیشی تویودا و توسط بزرگترین فرزند وی؛ کیشیرو تویودا راه‌اندازی شد.